# ユダヤ人を救った動物園 〜アントニーナが愛した命〜
『ユダヤ人を救った動物園 〜アントニーナが愛した命〜』（ユダヤじんをすくったどうぶつえん アントニーナがあいしたいのち、The Zookeeper's Wife）は、2017年のイギリス・アメリカ合衆国の伝記映画。監督ニキ・カーロ、主演ジェシカ・チャステインとヨハン・ヘルデンベルグが務めた。本作は詩人のダイアン・アッカーマンが2007年に上梓したノンフィクション『ユダヤ人を救った動物園 ヤンとアントニーナの物語』を原作としている。
この映画は、2017年3月8日にポーランドのワルシャワで世界初上映され、2017年3月12日にカリフォルニア州サンノゼのシネクエスト映画祭で上映された。2017年3月31日にアメリカ、2017年4月21日にイギリスで上映が開始された。評論家からは賛否両論であったが、観客からは上々の評価を受け世界興行収入2200万ドルを達成した。日本では、2017年12月に公開された。
2017年公開の自主映画作品において、公開1週目で今年度最高（4月時点）の興行収入で1位を記録している。

## 概略
第二次世界大戦中、当時ヨーロッパ最大のワルシャワ動物園の園長であるジャビンスキ夫妻が、ゲットーにあるユダヤ人強制居住区域に閉じ込められたユダヤ人を動物用の檻や自宅の地下に匿って次々と救出した。ドイツ兵に見つかると自分達の命が危ない状況ながら、怯まずに困難に立ち向かった夫婦の姿を描く。

## あらすじ
1939年のポーランド。アントニーナは、ワルシャワ動物園の園長である夫ヤンと、息子のリシュと共に、園内の自宅で幸せに暮していた。だが、ナチス・ドイツがポーランドに侵攻し、空襲を受けるワルシャワ。爆撃で檻から逃げ出した象がポーランド軍に射殺された。残った動物の面倒を見るために、敢えて避難せず、占領下のワルシャワに残るアントニーナと家族たち。
1940年、ユダヤ人たちが家を追われ、強制的にゲットーに収容された。咄嗟に友人のユダヤ女性マグダを自宅の地下室に匿うアントニーナ。夫のヤンはゲットー内のユダヤ人との接触を模索し、ゲットーから出る生ゴミの中に子供を隠して連れ出した。
密かにユダヤ人をワルシャワから脱出させるヤンとアントニーナ。動物園内の自宅の地下室にも大勢のユダヤ人が入れ替わり隠れ住んだ。そんな動物園を管理下に置く親衛隊将校ヘック。露骨に好意を寄せて来るヘックに対し、動物園の安全を守る為に、敢えて笑顔で応じるアントニーナ。そんな時、レジスタンス活動中のヤンがドイツ兵に撃たれ、強制収容所に送られてしまった。
1945年、敗戦が濃厚となり、撤退を開始するドイツ軍。何としても夫の安否を知りたいアントニーナは、ヘックが去る前に温情に縋ろうと親衛隊本部を訪れた。だが、ヘックに迫られると押し退けてしまうアントニーナ。アントニーナの好意が演技だったと知ったヘックは、動物園に何か秘密があると勘付いた。
ドイツ軍より一足先に動物園に帰り着き、残っていたユダヤ人をトラックで逃がすアントニーナ。ヘックたちドイツ軍はワルシャワから撤退し、戦争は集結した。一年後、ヤンも無事に帰還して、アントニーナら家族は動物園で再会を果たした。

## キャスト
括弧内は日本語吹替
- アントニーナ・ジャビンスカ: ジェシカ・チャステイン（たなか久美） - ワルシャワ動物園（英語版）の園長夫人で飼育員。
- ヤン・ジャビンスキ: ヨハン・ヘルデンベルグ（英語版）（濱野大輝） - アントニーナの夫。動物学者で園長。
- ルーツ・ヘック（英語版）: ダニエル・ブリュール（井木順二） - ナチス・ドイツの動物学者。
- イエジク: マイケル・マケルハットン（北田理道） - 動物園の飼育員。
- マウリツィ・フランケル: イド・ゴールドバーグ（英語版）（藤原満） - ユダヤ人。ジャビンスキ夫妻の友人。
- マグダ・グロス: エフラット・ドール - ユダヤ人彫刻家。ジャビンスキ夫妻の友人。マウリツィの妻。
- ウルシュラ: シーラ・ハース（英語版） - ユダヤ人の少女。
- リシャルト（リシュ）・ジャビンスキ: ティム・ラドフォード（若年期）/ヴァル・マロク - ジャビンスキ夫妻の息子。
- レジナ・ケニングスヴァイン: マルタ・イソヴァー（英語版） - ユダヤ人女性。夫と3人の子とともに匿われる。
- キンシェルバウム氏: ゴラン・コスティッチ - ユダヤ人。ジャビンスキ夫妻に匿われる。
- ヤヌシュ・コルチャック: アルノシュト・ゴールドフラム（英語版） - ユダヤ人の医師で教育者。
- ステファン: マリアン・ミタシュ（英語版） - ヤンを手伝う男性。
- シモン・テネンバウム（ポーランド語版）: マルティン・ホフマン（チェコ語版） - ユダヤ人昆虫学者。ヤンの友人。
- ピェトラシア: イトゥカ・スムッナ（チェコ語版） - ジャビンスキ家の料理人。
- ツィーグラー博士: ヴァルデマル・コブス（英語版） - ワルシャワ・ゲットーの労働局長。シモンの友人でヤンを支援。

## 製作
2010年9月、アンジェラ・ワークマンが『ユダヤ人を救った動物園』の脚色に取り組んでいるとの報道があった。2013年4月30日、ジェシカ・チャステインの出演とニキ・カーロの監督起用が決まった。2015年8月24日、フォーカス・フィーチャーズが本作の北米配給権を購入したと同時に、ダニエル・ブリュールとヨハン・ヘルデンベルグの出演が決まったと報じられた。
動物を使った撮影は2015年9月9日から行われていたが、俳優陣が本格的に現場入りしたのは同年9月29日からである。主要撮影が終わったのは2015年11月29日である。

## 公開
2017年3月12日、本作はシネクエスト映画祭のクロージング作品としてプレミア上映された。22日にはアメリカ合衆国ホロコースト記念博物館での特別上映とアッカーマン、カーロ、チャステインの3者によるパネルディスカッションが行われた。

### 興行収入
2017年3月31日、本作は全米541館で封切られ、公開初週末に328万ドルを稼ぎ出し、週末興行収入ランキング初登場10位となった。

## 評価
映画批評集積サイトのRotten Tomatoesには150件のレビューがあり、批評家支持率は61%、平均点は10点満点で6.1点となっている。サイト側による批評家の見解の要約は「『ユダヤ人を救った動物園 〜アントニーナが愛した命〜』には立派な意図があるのだが、実話が与えるほどのインパクトを観客に届けられていない。」となっている。また、Metacriticには36件のレビューがあり、加重平均値は57/100となっている。